# توصیف ساختمان دستوری زبان فارسی
توصیف ساختمان دستوری زبان فارسی: بر بنیاد یک نظریه عمومی زبان یکی از کتاب‌های کلاسیک در زمینه دستور زبان فارسی اثر محمدرضا باطنی است که ابتدا در سال ۱۳۴۸ شمسی منتشر شد. این کتاب که در واقع رسالهٔ دکتری باطنی در رشتهٔ زبان‌شناسی در دانشگاه تهران است، یکی از اولین دستورهای فارسی بر مبنای زبان‌شناسی جدید به شمار می‌رود. این کتاب تا سال ۱۳۹۷ به چاپ سی‌وچهارم رسیده است.